# Frenillo de los labios menores
El frenillo de los labios menores ([TA]: frenulum labiorum pudendi), en anatomía femenina, es el frenillo que sostiene los labios menores. Puede rasgarse durante el parto debido al repentino agrandamiento de la vagina. Para prevenir esta rotura natural, los obstetras suelen realizar una episiotomía, que consiste en un corte hecho en el periné comenzando desde el frenillo hacia abajo.
El frenulum labiorum pudendi puede rasgarse también en relaciones sexuales donde la penetración es forzada, como en la violación. Cuando este frenillo se corta, se produce una hemorragia que a veces necesita sutura médica para su contención.